# Россия на Европейских играх 2015
Россия на I Европейских играх, которые прошли с 12 по 28 июня 2015 года в столице Азербайджана Баку. Российская команда выступала в 32 видах спорта и показала лучший результат, завоевав 164 медали, среди которых 79 золотых, 40 серебряных и 45 бронзовых.

## Команда
Состав Национальной сборной Российской Федерации составлял около 620 человек, включая спортсменов, тренеров, руководителей, врачей и массажистов. В команду входило 358 спортсменов, в том числе 7 олимпийских чемпионов и 34 чемпиона мира разных лет
Наибольшее количество спортсменов в сборной из Москвы (97 человек). Из Московской области — 38 человек, из Санкт-Петербурга — 33 человека, из Республики Татарстан — 17, из Краснодарского края — 16 спортсменов. Российские спортсмены участвуют во всех видах спорта, кроме лёгкой атлетики, поскольку, по словам Виталия Мутко, уровень соперников в этой дисциплине слишком низкий для российских легкоатлетов. Проводы команды на I Европейские игры прошли 3 июня 2015 года в тренировочном центре сборных команд России «Озеро Круглое». Форма для сборной изготовлена российской компанией «Bosco di Ciliegi».
Флаг России на церемонии открытия I Европейских игр 12 июня 2015 года нёс чемпион Олимпийских игр в Афинах, многократный чемпион мира и Европы борец Хаджимурат Гацалов. Церемонию открытия I Европейских игр посетил Президент России Владимир Путин. Флаг Европейского Олимпийского комитета на церемонии открытия, вместе с коллегами-олимпийцами ещё из семи стран, несла двукратная олимпийская чемпионка, двукратная чемпионка мира, двукратная чемпионка Европы российская гимнастка Елена Замолодчикова.
Руководитель российской делегации — Игорь Казиков.

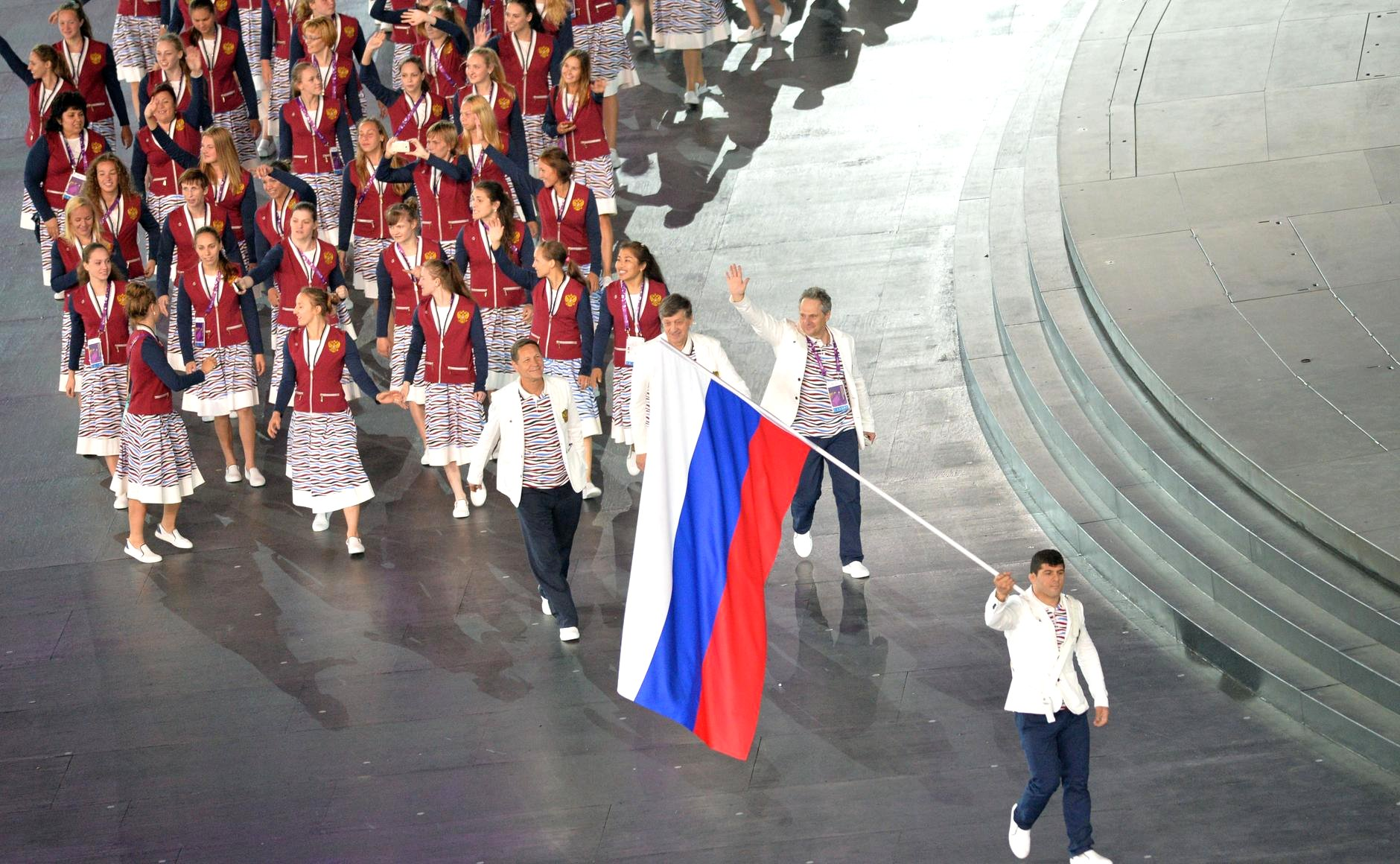
Сборная России на церемонии открытия I Европейских игр, 12 июня 2015 года
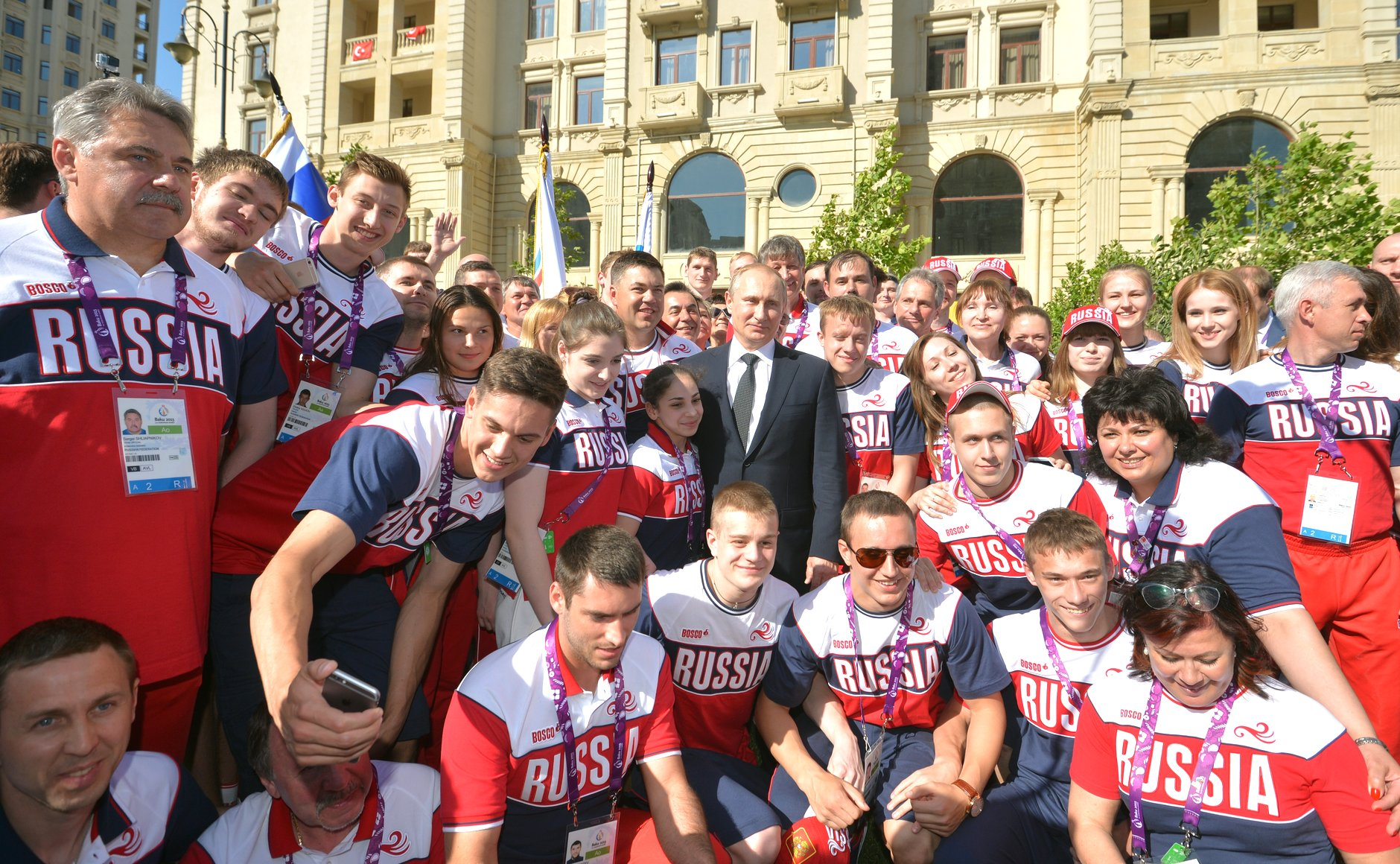
Президент России Владимир Путин с командой России
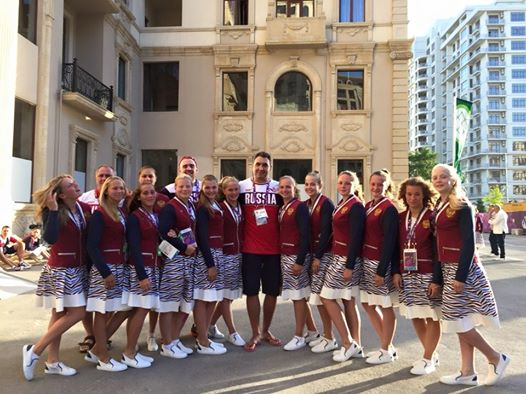
Золотые чемпионки Европы по водному поло в деревне атлетов, 12 июня 2015 года
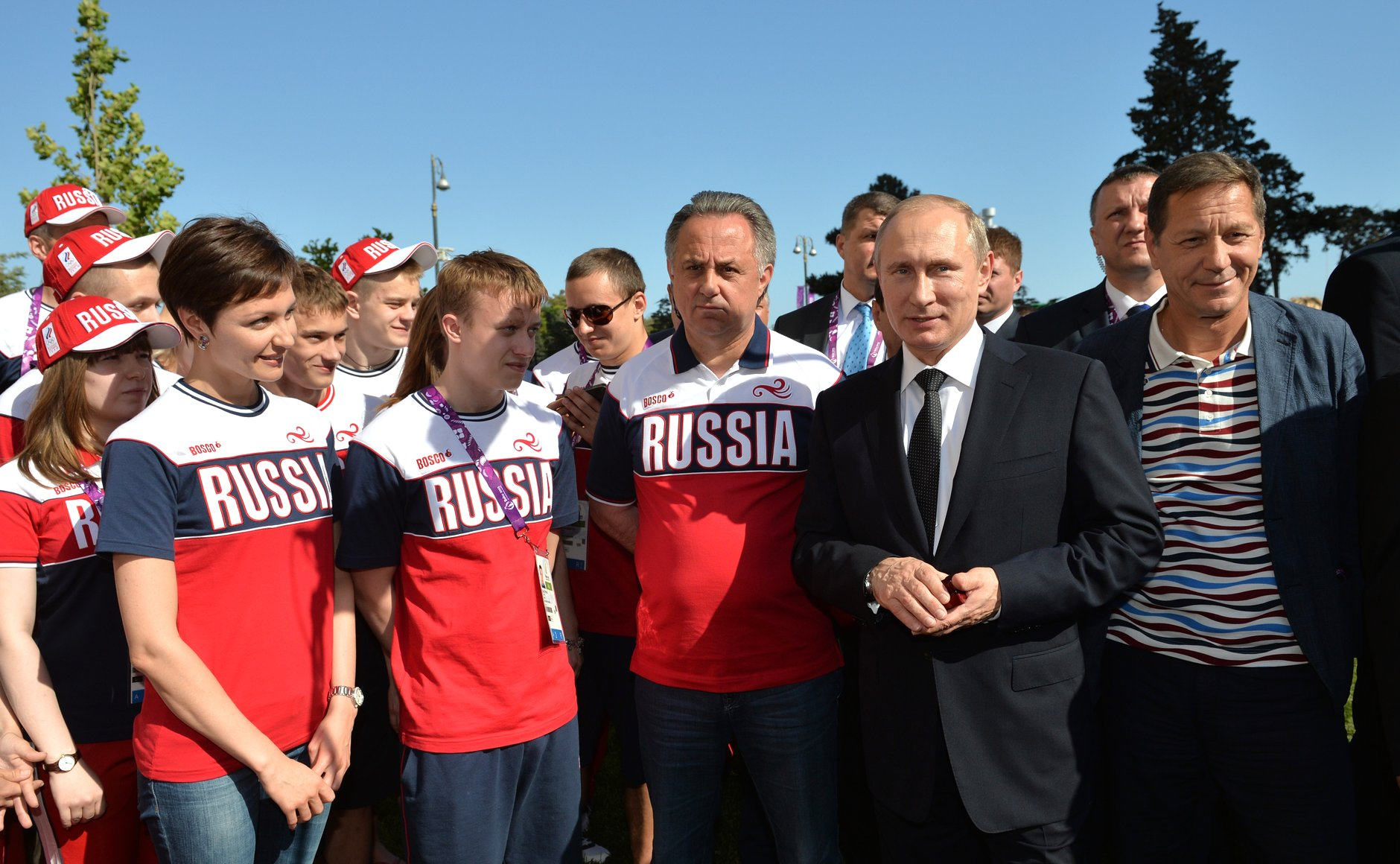
Министр спорта Виталий Мутко, Президент Владимир Путин, президентом ОКР Александр Жуков с российскими спортсменами

13 июня 2015 года Президент России Владимир Путин встретился с российскими спортсменами и пожелал им успехов на Европейских играх.

## Награды

### Золото
| Золото | |                                                                |
| №      | Спортсмены | Вид спорта (дисциплина)                                        |
| 1      | Степан Марянян | Греко-римская борьба (до 59 кг)                                |
| 2      | Евгений Салеев | Греко-римская борьба (до 80 кг)                                |
| 3      | Ислам Магомедов | Греко-римская борьба (до 98 кг)                                |
| 4      | Артём Сурков | Греко-римская борьба (до 66 кг)                                |
| 5      | Давит Чакветадзе | Греко-римская борьба (до 88 кг)                                |
| 6      | Дарья Кулагина, Валерия Филенкова | Синхронное плавание (дуэт)                                     |
| 7      | Никита Игнатьев, Давид Белявский, Николай Куксенков | Спортивная гимнастика (командное первенство)                   |
| 8      | Виктория Комова, Алия Мустафина, Седа Тутхалян | Спортивная гимнастика (командное первенство)                   |
| 9      | Анастасия Архиповская, Майя Гурбанбердыева, Вероника Калинина, Дарья Кулагина, Анна Ларкина, Анисия Неборако, Мария Немчинова, Елизавета Овчинникова, Мария Салмина, Валерия Филенкова                                                  | Синхронное плавание (группа)                                   |
| 10     | Анисия Неборако | Синхронное плавание (соло)                                     |
| 11     | Анастасия Архиповская, Майя Гурбанбердыева, Вероника Калинина, Дарья Кулагина, Анна Ларкина, Анисия Неборако, Мария Немчинова, Елизавета Овчинникова, Мария Салмина, Валерия Филенкова                                                  | Синхронное плавание (комбинационная программа)                 |
| 12     | Валерия Лазинская | Вольная борьба (до 63 кг)                                      |
| 13     | Дарья Клещева, Анастасия Максимова, София Скоморох, Анастасия Татарева, Мария Толкачева, Диана Борисова | Художественная гимнастика (многоборье в групповых упражнениях) |
| 14     | Алексей Алипов | Стендовая стрельба (трап)                                      |
| 15     | Виктор Лебедев | Вольная борьба (до 57 кг)                                      |
| 16     | Аниуар Гедуев | Вольная борьба (до 74 кг)                                      |
| 17     | Алия Мустафина | Спортивная гимнастика (многоборье)                             |
| 18     | Александр Богомоев | Вольная борьба (до 61 кг)                                      |
| 19     | Никита Шлейхер | Прыжки в воду (трамплин, 1 м)                                  |
| 20     | Магомедрасул Газимагомедов | Вольная борьба (до 70 кг)                                      |
| 21     | Абдулрашид Садулаев | Вольная борьба (до 86 кг)                                      |
| 22     | Анастасия Барышникова | Тхэквондо (до 67 кг)                                           |
| 23     | Марина Чернова, Георгий Патарая | Спортивная акробатика (многоборье, смешанные пары)             |
| 24     | Яна Кудрявцева | Художественная гимнастика (индивидуальное многоборье)          |
| 25     | Виталий Фокеев | Стендовая стрельба (дубль-трап)                                |
| 26     | Илья Молчанов, Никита Николаев | Прыжки в воду (синхронный трамплин, 3 м)                       |
| 27     | Мария Полякова | Прыжки в воду (трамплин, 1 м)                                  |
| 28     | Алия Мустафина | Спортивная гимнастика (разновысокие брусья)                    |
| 29     | Вероника Вахитова, Мария Берснева, Дарья Герзанич, Евгения Головина, Елизавета Заплатина, Александра Зеленковская, Анна Исакова, Полина Кемпф, Елена Котанчян, Алена Сержантова, Светлана Степахина, Анастасия Федотова, Белла Хамзаева | Водное поло (женщины)                                          |
| 30     | Дмитрий Ушаков | Прыжки на батуте (индивидуальные прыжки)                       |
| 31     | Яна Павлова | Прыжки на батуте (индивидуальные прыжки)                       |
| 32     | Михаил Мельник, Дмитрий Ушаков | Прыжки на батуте (синхронные прыжки)                           |
| 33     | Анна Корнетская, Яна Павлова | Прыжки на батуте (синхронные прыжки)                           |
| 34     | Маргарита Мамун | Художественная гимнастика (упражнение с обручем)               |
| 35     | Дарья Клещёва, Анастасия Максимова, Софья Скоморох, Анастасия Татарева, Мария Толкачёва, Диана Борисова | Художественная гимнастика (групповые соревнования, 5 лент)     |
| 36     | Марина Чернова, Георгий Патарая | Спортивная акробатика (смешанные пары, вращения)               |
| 37     | Яна Кудрявцева | Художественная гимнастика (индивидуальные упражнения, мяч)     |
| 38     | Яна Кудрявцева | Художественная гимнастика (индивидуальные упражнения, булавы)  |
| 39     | Марина Чернова, Георгий Патарая | Спортивная акробатика (смешанные пары, баланс)                 |
| 40     | Яна Кудрявцева | Художественная гимнастика (индивидуальные упражнения, лента)   |
| 41     | Анна Харитонова | Самбо (до 52 кг)                                               |
| 42     | Аймерген Аткунов | Самбо (до 57 кг)                                               |
| 43     | Яна Костенко | Самбо (до 60 кг)                                               |
| 44     | Альсим Черноскулов | Самбо (до 90 кг)                                               |
| 45     | Артём Осипенко | Самбо (свыше 100 кг)                                           |
| 46     | Мария Асташкина | Плавание (брасс, 50 м)                                         |
| 47     | Арина Опёнышева, Василиса Буйная, Олеся Чернятина, Мария Каменева | Плавание (4×100 м эстафета, вольный стиль, женщины)            |
| 48     | Яна Алборова | Фехтование (рапира)                                            |
| 49     | Арина Опёнышева | Плавание (вольный стиль, 400 м)                                |
| 50     | Антон Чупков | Плавание (брасс, 200 м)                                        |
| 51     | Полина Егорова | Плавание (спина, 200 м)                                        |
| 52     | Даниил Пахомов | Плавание (баттерфляй, 200 м)                                   |
| 53     | Мария Асташкина | Плавание (брасс, 200 м)                                        |
| 54     | Александр Прокофьев, Николай Снегирев, Эрнест Максумов, Елисей Степанов | Плавание (4×200 м эстафета, вольный стиль)                     |
| 55     | Владислав Козлов, Елисей Степанов, Мария Каменева, Арина Опёнышева | Плавание (4×100 м смешанная эстафета, фристайл)                |
| 56     | Камал Хан-Магомедов | Дзюдо (до 66 кг)                                               |
| 57     | Бахтовар Назиров | Бокс (56 кг)                                                   |
| 58     | Батор Сагалуев | Бокс (49 кг)                                                   |
| 59     | Беслан Мудранов | Дзюдо (до 60 кг)                                               |
| 60     | Елена Савельева | Бокс (до 54 кг)                                                |
| 61     | Анастасия Белякова | Бокс (до 64 кг)                                                |
| 62     | Арина Опёнышева | Плавание (вольный стиль, 200 м)                                |
| 63     | Полина Егорова | Плавание (баттерфляй, 100 м)                                   |
| 64     | Филипп Шопин | Плавание (спина, 50 м)                                         |
| 65     | Мария Каменева | Плавание (вольный стиль, 50 м)                                 |
| 66     | Мария Каменева, Даниил Пахомов, Арина Опёнышева, Антон Чупков | Плавание (смешанная комбинированная эстафета 4х100 м)          |
| 67     | Татьяна Петрушина, Мария Черепанова, Татьяна Видмер, Анна Лешковцева | Баскетбол 3x3 (женщины)                                        |
| 68     | Илья Александров, Андрей Каныгин, Леопольд Лагутин, Александр Павлов | Баскетбол 3x3 (мужчины)                                        |
| 69     | Диана Яковлева, Аделина Загидуллина, Анастасия Иванова | Фехтование (рапира, командное первенство)                      |
| 70     | Николай Соколов | Плавание (комплекс, 400 м)                                     |
| 71     | Полина Егорова | Плавание (спина, 100 м)                                        |
| 72     | Антон Чупков | Плавание (брасс, 100 м)                                        |
| 73     | Мария Асташкина | Плавание (брасс, 100 м)                                        |
| 74     | Даниил Пахомов | Плавание (баттерфляй, 100 м)                                   |
| 75     | Полина Егорова | Плавание (баттерфляй, 50 м)                                    |
| 76     | Филипп Шопин, Антон Чупков, Даниил Пахомов, Владислав Козлов | Плавание (4×100 м эстафета, комплекс, мужчины)                 |
| 77     | Анастасия Кирпичникова, Арина Опёнышева, Олеся Чернятина, Ирина Кривоногова | Плавание (4×200 м эстафета, вольный стиль, женщины)            |
| 78     | Кирилл Денисов | Дзюдо (до 90 кг)                                               |
| 79     | Андрей Бухлицкий, Юрий Горчинский, Юрий Крашенинников, Илья Леонов, Алексей Макаров, Иван Островский, Артур Папоротный, Анатолий Перемитин, Кирилл Романов, Егор Шайков, Дмитрий Шишин, Антон Шкарин                                    | Пляжный футбол                                                 |

### Серебро
| Серебро |                                                                     |                                                         |
| #       | Спортсмены                                                          | Вид спорта (дисциплина)                                 |
| 1       | Алексей Коровашков, Илья Первухин                                   | Гребля на байдарках и каноэ (каноэ-двойки, 1000 м)      |
| 2       | Светлана Липатова                                                   | Вольная борьба (до 60 кг)                               |
| 3       | Александр Сергеев, Василий Погребан, Антон Ряхов, Владислав Блинцов | Гребля на байдарках и каноэ (байдарка-четвёрки, 1000 м) |
| 4       | Наталья Подольская                                                  | Гребля на байдарках и каноэ (байдарка-одиночка, 200 м)  |
| 5       | Екатерина Букина                                                    | Вольная борьба (до 75 кг)                               |
| 6       | Алексей Алипов, Елена Ткач                                          | Стрельба (трап, микст)                                  |
| 7       | Илья Молчанов                                                       | Прыжки в воду (трамплин, 1 м)                           |
| 8       | Анна Чуйнышева                                                      | Прыжки в воду (вышка, 10 м)                             |
| 9       | Альберт Гаун                                                        | Тхэквондо (до 80 кг)                                    |
| 10      | Валерия Белкина, Юлия Никитина, Жанна Пархомец                      | Спортивная акробатика (групповое многоборье)            |
| 11      | Маргарита Мамун                                                     | Художественная гимнастика (индивидуальное многоборье)   |
| 12      | Владислав Ларин                                                     | Тхэквондо (свыше 80 кг)                                 |
| 13      | Седа Тутхалян                                                       | Спортивная гимнастика (опорный прыжок)                  |
| 14      | Никита Игнатьев                                                     | Спортивная гимнастика (кольца)                          |
| 15      | Давид Белявский                                                     | Спортивная гимнастика (брусья)                          |
| 16      | Алия Мустафина                                                      | Спортивная гимнастика (вольные упражнения)              |
| 17      | Мария Полякова, Елена Черных                                        | Прыжки в воду (синхронный трамплин, 3 м)                |
| 18      | Валерия Белкина, Юлия Никитина, Жанна Пархомец                      | Спортивная акробатика (баланс)                          |
| 19      | Алексей Климов                                                      | Стрельба (скорострельный пистолет, 25 м)                |
| 20      | Валерия Белкина, Юлия Никитина, Жанна Пархомец                      | Спортивная акробатика (динамик)                         |
| 21      | Екатерина Некрасова                                                 | Прыжки в воду (синхронный трамплин, 3 м)                |
| 22      | Дмитрий Барсук, Ярослав Кошкарёв                                    | Пляжный волейбол                                        |
| 23      | Никита Шлейхер                                                      | Прыжки в воду (вышка, 10 м)                             |
| 24      | Яна Зверева                                                         | Фехтование (шпага)                                      |
| 25      | Анастасия Кирпичникова                                              | Плавание (вольный стиль, 800 м)                         |
| 26      | Сергей Ходос                                                        | Фехтование (шпага)                                      |
| 27      | Тимур Арсланов                                                      | Фехтование (рапира)                                     |
| 28      | Яна Алборова                                                        | Фехтование (рапира)                                     |
| 29      | Гасан Гимбатов                                                      | Бокс (до 91 кг)                                         |
| 30      | Игорь Балыбердин                                                    | Плавание (комплекс, 400 м)                              |
| 31      | Мария Каменева                                                      | Плавание (спина, 100 м)                                 |
| 32      | Евгения Косецкая, Екатерина Болотова                                | Бадминтон (парный разряд, женщины)                      |
| 33      | Владимир Иванов, Иван Созонов                                       | Бадминтон (парный разряд, мужчины)                      |
| 34      | Александр Беспутин                                                  | Бокс (до 69 кг)                                         |
| 35      | Иван Нифонтов                                                       | Дзюдо (до 81 кг)                                        |
| 36      | Сергей Бида, Сергей Ходос, Антон Глебко                             | Фехтование (командная шпага)                            |
| 37      | Филипп Шопин                                                        | Плавание (спина, 100 м)                                 |
| 38      | Арина Опёнышева                                                     | Плавание (вольный стиль, 100 м)                         |
| 39      | Кирилл Мордашев                                                     | Плавание (брасс, 200 м)                                 |
| 40      | Эрнест Максумов                                                     | Плавание (вольный стиль, 1500 м)                        |

### Бронза
| Бронза | |                                                     |
| #      | Спортсмены | Вид спорта (дисциплина)                             |
| 1      | Иванна Зайцева | Каратэ (от 68 кг)                                   |
| 2      | Чингиз Лабазанов | Греко-римская борьба (до 75 кг)                     |
| 3      | Валентина Исламова | Вольная борьба (до 48 кг)                           |
| 4      | Наталья Воробьева | Вольная борьба (до 69 кг)                           |
| 5      | Елена Ткач | Стрельба (трап)                                     |
| 6      | Ильяс Бекбулатов | Вольная борьба (до 65 кг)                           |
| 7      | Абдусалам Гадисов | Вольная борьба (до 97 кг)                           |
| 8      | Алексей Денисенко | Тхэквондо (до 68 кг)                                |
| 9      | Никита Игнатьев | Спортивная гимнастика (многоборье)                  |
| 10     | Ольга Иванова | Тхэквондо (до 67 кг)                                |
| 11     | Давид Белявский | Спортивная гимнастика (вольные упражнения)          |
| 12     | Никита Игнатьев | Спортивная гимнастика (перекладина)                 |
| 13     | Илья Молчанов | Прыжки в воду (трамплин, 3 м)                       |
| 14     | Гарсеван Джаназян, Денис Соловьёв | Спортивная аэробика (смешанные пары)                |
| 15     | Сергей Круглов, Дарья Вдовина | Стрельба (пневматическая винтовка, 10 м)            |
| 16     | Владимир Гончаров, Екатерина Коршунова | Стрельба (пневматический пистолет, 10 м)            |
| 17     | Азамат Сидаков | Самбо (до 74 кг)                                    |
| 18     | Анна Щербакова | Самбо (до 64 кг)                                    |
| 19     | Эрнест Максумов | Плавание (вольный стиль, 400 м)                     |
| 20     | Даниил Пахомов | Плавание (баттерфляй, 50 м)                         |
| 21     | Владислав Козлов, Алексей Брянский, Елисей Степанов, Игорь Шадрин | Плавание (4×100 м эстафета, вольный стиль, мужчины) |
| 22     | Михаил Пуляев | Дзюдо (до 66 кг)                                    |
| 23     | Ирина Долгова | Дзюдо (до 48 кг)                                    |
| 24     | Наталья Кузютина | Дзюдо (до 52 кг)                                    |
| 25     | Ольга Захарцова | Самбо (до 68 кг)                                    |
| 26     | Аделина Загидуллина | Фехтование (рапира)                                 |
| 27     | Александр Парасюк | Дзюдо, паралимпизм (до 90 кг)                       |
| 28     | Владислав Козлов | Плавание (вольный стиль, 100 м)                     |
| 29     | Мария Каменева | Плавание (спина, 50 м)                              |
| 30     | Саяна Сагатаева | Бокс (до 51 кг)                                     |
| 31     | Павел Силягин | Бокс (до 81 кг)                                     |
| 32     | Дарья Чикунова | Плавание (брасс, 100 м)                             |
| 33     | Елисей Степанов | Плавание (вольный стиль, 200 м)                     |
| 34     | Даниил Антипов | Плавание (баттерфляй, 100 м)                        |
| 35     | Алексей Брянский | Плавание (вольный стиль, 50 м)                      |
| 36     | Максим Коптяков | Бокс (до 75 кг)                                     |
| 37     | Садам Магомедов | Бокс (до 91 кг)                                     |
| 38     | Роман Ларин | Плавание (спина, 200 м)                             |
| 39     | Анастасия Кирпичникова | Плавание (вольный стиль, 400 м)                     |
| 40     | Мария Каменева | Плавание (вольный стиль, 100 м)                     |
| 41     | Мария Ридель, Виктория Ковалёва, Татьяна Сухова | Фехтование (сабля, командное первенство)            |
| 42     | Дмитрий Жеребченко, Тимур Сафин, Тимур Арсланов | Фехтование (рапира, командное первенство)           |
| 43     | Ренат Саидов | Дзюдо (свыше 100 кг)                                |
| 44     | Мужская сборная по дзюдо | Дзюдо (командный зачёт)                             |
| 45     | Роман Брагин, Илья Власов, Дмитрий Волков, Иван Демаков, Максим Жигалов, Алексей Кабешов, Александр Кимеров, Егор Клюка, Игорь Кобзарь, Дмитрий Ковалёв, Александр Маркин, Сергей Никитин, Виктор Полетаев, Игорь Филиппов | Волейбол (мужчины)                                  |

## Состав сборной
Бадминтон
- Иванов, Владимир Александрович;
- Малько, Владимир Вадимович;
- Созонов, Иван Андреевич;
- Болотова, Екатерина Владимировна;
- Вислова, Нина Геннадьевна;
- Димова, Евгения Александровна;
- Косецкая, Евгения Андреевна;
- Перминова, Наталья Андреевна;
- Поликарпова, Ксения Олеговна;

 Баскетбол (женщины)
- Лешковцева, Анна Владимировна;
- Видмер, Татьяна Викторовна;
- Петрушина, Татьяна Сергеевна;
- Черепанова, Мария Сергеевна;

 Баскетбол (мужчины)
- Александров, Илья Олегович;
- Каныгин, Андрей Владимирович;
- Лагутин, Леопольд Бабукариевич;
- Павлов, Александр Владимирович;

 Бокс
- Беспутин, Александр Александрович;
- Богомазов, Константин Андреевич;
- Веткин, Василий Петрович;
- Гимбатов, Гасан Абдулхамидович;
- Дадашев, Максим Каибханович;
- Коптяков, Максим Валерьевич;
- Магомедов, Садам Рамазанович;
- Назиров, Бахтовар Бахиржанович;
- Сагалуев, Батор Александрович;
- Силягин, Павел Васильевич;
- Белякова, Анастасия Евгеньевна;
- Добрынина, Зинаида Викторовна;
- Савельева, Елена Владимировна;
- Сагатаева, Саяна Васильевна;
- Якушина, Ярослава Ивановна;

 BMX
- Катышев, Александр Дмитриевич;
- Клещенко, Евгений Артурович;
- Комаров, Евгений Викторович;
- Суворова, Наталья Александровна;

 Маунтинбайк
- Воробьёв, Антон Геннадьевич;
- Закарин, Ильнур Азатович;
- Кочетков, Павел Сергеевич;
- Трофимов, Юрий Викторович;
- Цатевич, Алексей Владимирович;
- Чернецкий, Сергей Витальевич;
- Боярская, Наталья Сергеевна;
- Васильева, Светлана Олеговна;
- Козончук, Оксана Анатольевна;
- Кучинская, Елена Валерьевна;
- Яковенко, Анастасия Александровна;

 Водное поло (женщины)
- Берснева, Мария Андреевна;
- Вахитова, Вероника Валлиулловна;
- Герзанич, Дарья Владимировна;
- Головина, Евгения Павловна;
- Заплатина, Елизавета Павловна;
- Зеленковская, Александра Юрьевна;
- Исакова, Анна Александровна;
- Кемпф, Полина Константиновна;
- Котанчян, Елена Андреевна;
- Сержантова, Алёна Андриановна;
- Степахина, Светлана Викторовна;
- Федотова, Анастасия Александровна;
- Хамзаева, Белла Руслановна;

 Водное поло (мужчины)
- Андреев, Владимир Юрьевич;
- Гмыря, Максим Владимирович;
- Егоров, Арсений Артемович;
- Зиннуров, Эмиль Ирекович;
- Круг, Никита Германович;
- Кулешов, Виктор Владимирович;
- Мелентьев, Богдан Игоревич;
- Пронин, Даниил Михайлович;
- Салимов, Фархад Дамирович;
- Саратов; Никита Андреевич;
- Усов, Владислав Владимирович;
- Шайхутдинов, Тимур Фаритович;
- Шейкин, Константин Витальевич;

 Волейбол (женщины)
- Бавыкина, Анастасия Альбертовна;
- Воронкова, Ирина Андреевна;
- Заряжко, Ирина Владимировна;
- Исаева, Дарья Леонидовна;
- Курносова, Кристина Игоревна;
- Малькова, Ирина Константиновна;
- Матиенко, Анна Анатольевна;
- Николаева, Олеся Станиславовна;
- Писаренко, Дарья Александровна;
- Подскальная, Юлия Владимировна;
- Романенко, Екатерина Васильевна;
- Филиштинская, Ирина Николаевна;
- Чёрная, Анастасия Павловна;

 Волейбол (мужчины)
- Брагин, Роман Геннадьевич;
- Власов, Илья Сергеевич;
- Волков, Дмитрий Александрович;
- Демаков, Иван Сергеевич;
- Жигалов, Максим Олегович;
- Кабешов, Алексей Вадимович;
- Кимеров, Александр Владимирович;
- Клюка, Егор Васильевич;
- Кобзарь, Игорь Андреевич;
- Ковалёв, Дмитрий Михайлович;
- Маркин, Александр Викторович;
- Никитин, Сергей Андреевич;
- Полетаев, Виктор Евгеньевич;
- Филиппов, Игорь Владимирович;

 Вольная борьба (женщины)
- Букина, Екатерина Борисовна;
- Воробьёва, Наталья Витальевна;
- Исламова, Валентина Ивановна;
- Коблова, Валерия Сергеевна;
- Лазинская, Валерия Юрьевна;
- Липатова, Светлана Александровна;
- Малышева, Наталья Юрьевна;
- Ологонова, Ирина Игоревна;
- Тражукова, Инна Вячеславовна;

 Вольная борьба (мужчины)
- Бекбулатов, Ильяс Идрисович;
- Богомоев, Александр Павлович;
- Гадисов, Абдусалам Маматханович;
- Газимагомедов, Магомедрасул Мухтарович;
- Гацалов, Хаджимурат Солтанович;
- Гедуев, Аниуар Борисович;
- Лебедев, Виктор Николаевич;
- Садулаев, Абдулрашид Булачевич;

 Гребля на байдарках и каноэ
- Блинцов, Владислав Александрович;
- Дьяченко, Александр Игоревич;
- Жестков, Олег Александрович;
- Коровашков, Алексей Игоревич;
- Крайтор, Андрей Сергеевич;
- Луканцов, Евгений Вячеславович;
- Лучкин, Кирилл Сергеевич;
- Первухин, Илья Алексеевич;
- Погребан, Василий Владимирович;
- Постригай, Юрий Викторович;
- Ряхов, Антон Петрович;
- Сергеев, Александр Андреевич;
- Червов Николай Николаевич;
- Анюшина, Елена Фёдоровна;
- Подольская, Наталья Юрьевна;
- Салахова, Юлиана Булатовна;
- Собетова, Вера Валерьевна;
- Степанова, Кира Валерьевна;
- Черниговская, Светлана Геннадьевна;

 Греко-римская борьба
- Денисов, Юрий Александрович;
- Лабазанов, Чингиз Сулейманович;
- Магомедов, Ислам Курбанович;
- Марянян, Степан Маилович;
- Салеев, Евгений Сергеевич;
- Семёнов, Сергей Викторович;
- Сурков, Артём Олегович;
- Чакветадзе, Давит Гочаевич;

 Дзюдо
- Вопросов, Кирилл Игоревич;
- Денисов, Кирилл Георгиевич;
- Мудранов, Беслан Заудинович;
- Нифонтов, Иван Витальевич;
- Пуляев, Михаил Сергеевич;
- Саидов, Ренат Маликович;
- Хан-Магомедов, Камал Гаджи-Курбанович;
- Хубецов, Алан Джемалович;
- Ярцев, Денис Николаевич;
- Газиева, Ирина Сергеевна;
- Дмитриева, Анастасия Олеговна;
- Долгова, Ирина Юрьевна;
- Заблудина, Ирина Александровна;
- Кузютина, Наталья Юрьевна;
- Лабазина, Марта Александровна;
- Румянцева, Кристина Сергеевна;
- Рыжова, Юлия Васильевна;
- Чибисова, Ксения Эдуардовна;

 Карате
- Плахутин, Евгений Юрьевич;
- Зайцева, Иванна Сергеевна;

 Настольный теннис
- Ливенцов, Алексей Вячеславович;
- Скачков, Кирилл Сергеевич;
- Шибаев, Александр Игоревич;
- Михайлова, Полина Юрьевна;
- Носкова, Яна Сергеевна;
- Тихомирова, Анна Валерьевна;

 Плавание
- Антипов, Даниил Игоревич;
- Балыбердин, Игорь Олегович;
- Брянский, Алексей Сергеевич;
- Вековищев, Михаил Дмитриевич;
- Григорьев, Аркадий Олегович;
- Гутманн, Георг Владимирович;
- Дроботов, Евгений Александрович;
- Дружинин, Илья Андреевич;
- Козлов, Владислав Сергеевич;
- Ларин, Роман Дмитриевич;
- Максумов, Эрнест Эдуардович;
- Мордашев, Кирилл Александрович;
- Мухаметзянов, Эмиль Рафаэлевич;
- Пахомов, Даниил Павлович;
- Прокофьев, Александр Константинович;
- Соколов, Николай Николаевич;
- Степанов, Елисей Алексеевич;
- Судаков, Сергей Сергеевич;
- Сучков, Егор Дмитриевич;
- Титов, Кирилл Вячеславович;
- Чупков, Антон Михайлович;
- Шадрин, Игорь Владиславович;
- Шевляков, Роман Сергеевич;
- Шопин, Филипп Константинович;
- Асташкина, Мария Алексеевна;
- Буйная, Василиса Андреевна;
- Егорова, Полина Алексеевна;
- Каменева, Мария Андреевна;
- Кирпичковская, Анастасия Дмитриевна;
- Кривоногова, Ирина Андреевна;
- Опёнышева, Арина Павловна;
- Петрова, Марьяна Андреевна;
- Чернятина, Олеся Сергеевна;
- Чеснокова, Александра Васильевна;
- Чикунова, Дарья Ярославна;

 Пляжный волейбол
- Барсук, Дмитрий Николаевич;
- Кошкарёв, Ярослав Евгеньевич;
- Абалакина, Юлия Валерьевна;
- Дабижа, Ксения Андреевна;
- Прокопьева, Мария Андреевна;
- Сырцева, Екатерина Алексеевна;

 Пляжный футбол
- Бухлицкий, Андрей Николаевич;
- Горчинский, Юрий Александрович;
- Крашенинников, Юрий Юрьевич;
- Леонов, Илья Юрьевич;
- Макаров, Алексей Сергеевич;
- Островский, Иван Анатольевич;
- Папоротный, Артур Сергеевич;
- Перемитин, Анатолий Константинович;
- Романов, Кирилл Юрьевич;
- Шайков, Егор Михайлович;
- Шишин, Дмитрий Владимирович;
- Шкарин, Антон Павлович;

 Прыжки в воду
- Белевцев, Александр Геннадьевич;
- Ефремов, Борис Борисович;
- Лебедев, Максим Дмитриевич;
- Молчанов, Илья Игоревич;
- Николаев, Никита Юрьевич;
- Шлейхер, Никита Дмитриевич;
- Некрасова, Екатерина Михайловна;
- Полякова, Мария Юрьевна;
- Тимошинина, Юлия Владимировна;
- Уколова, Екатерина Викторовна;
- Черных, Елена Александровна;
- Чуйнышева, Анна Андреевна;

 Прыжки на батуте
- Мельник, Михаил Вадимович;
- Ушаков, Дмитрий Аркадьевич;
- Корнетская, Анна Андреевна;
- Павлова, Яна Владимировна;

 Пулевая стрельба
- Власов, Фёдор Владимирович;
- Гончаров, Владимир Александрович;
- Гурьянов, Антон Леонидович;
- Екимов, Леонид Александрович;
- Исаков, Владимир Вячеславович;
- Каменский Сергей Игоревич;
- Климов, Алексей Васильевич;
- Круглов, Сергей Андреевич;
- Лугинец, Назар Львович;
- Червяковский, Сергей Викторович;
- Алипова, Юлия Николаевна;
- Вдовина, Дарья Олеговна;
- Жукова, Анна Евгеньевна;
- Каримова, Юлия Закировна;
- Коршунова, Екатерина Викторовна;
- Кузнецова, Ольга Геннадьевна;
- Мастянина Анна Александровна;
- Хорошева, Полина Алексеевна;

 Самбо
- Аткунов, Аймерген Сергеевич;
- Осипенко, Артём Иванович;
- Сидаков, Азамат Мурадович;
- Черноскулов, Альсим Леонидович;
- Бурцева, Светлана Викторовна;
- Захарцова, Ольга Викторовна;
- Харитонова, Анна Игоревна;
- Щербакова, Анна Николаевна;

 Синхронное плавание
- Архиповская, Анастасия Алексеевна;
- Гурбанбердиева, Майя Эзизовна;
- Калинина, Вероника Алексеевна;
- Кулагина, Дарья Алексеевна;
- Ларкина, Анна Игоревна;
- Неборако, Анисия Алексеевна;
- Немчинова, Мария Юрьевна;
- Овчинникова, Елизавета Сергеевна;
- Салмина, Мария Викторовна;
- Филенкова, Валерия Александровна;

 Спорт слепых — дзюдо
- Курамагомедов, Абдула Умаханович;
- Парасюк, Александр Леонидович;
- Овчинникова, Наталья Анатольевна;

 Спортивная акробатика
- Патарая, Георгий Теймуразович;
- Белкина, Валерия Игоревна;
- Никитина, Юлия Владимировна;
- Пархомец, Жанна Андреевна;
- Чернова, Марина Олеговна;

 Спортивная аэробика
- Джаназян, Гарсеван Джаназович;
- Зубаиров, Руслан Альбертович;
- Семёнов, Роман Евгеньевич;
- Соловьёв, Денис Олегович;
- Джаназян, Духик Джаназовна;

 Спортивная гимнастика
- Белявский, Давид Сагитович;
- Игнатьев, Никита Алексеевич;
- Куксенков, Николай Юльевич;
- Комова, Виктория Александровна;
- Мустафина, Алия Фаргатовна;
- Шелгунова, Евгения Андреевна;

 Стендовая стрельба
- Алипов, Алексей Александрович;
- Землин, Александр Иванович;
- Зотов, Денис Олегович;
- Мосин, Василий Александрович;
- Фокеев, Виталий Витальевич;
- Шомин, Валерий Кимович;
- Барсук, Татьяна Валерьевна;
- Крахмалёва, Анастасия Анатольевна;
- Ткач, Елена Анатольевна;
- Шакирова, Альбина Ильдусовна;

 Стрельба из лука
- Кожин, Александр Сергеевич;
- Цыбекдоркиев, Баир Жаргалович;
- Цынгуев, Белигто Балтоевич;
- Степанова, Инна Яковлевна;
- Тимофеева, Кристина Владимировна;
- Эрдыниева, Наталья Константиновна;

 Триатлон
- Брюханков, Александр Александрович;
- Полянский, Игорь Андреевич;
- Полянский, Дмитрий Андреевич;
- Абросимова, Анастасия Александровна;
- Данилова, Елена Александровна;
- Разарёнова, Александра Германовна;

 Тхэквондо
- Гаун, Альберт Александрович;
- Денисенко, Алексей Алексеевич;
- Иргалиев, Арман Ринатович;
- Ларин, Владислав Владимирович;
- Барышникова, Анастасия Владимировна;
- Иванова, Ольга Эриковна;
- Ким, Екатерина Игоревна;
- Лычагина, Александра Сергеевна;

 Фехтование
- Арсланов, Тимур Фаритович;
- Бида, Сергей Олегович;
- Глебко, Антон Олегович;
- Гусев, Дмитрий Викторович;
- Жеребченко, Дмитрий Анатольевич;
- Моторин, Илья Романович;
- Проскура, Никита Николаевич;
- Савич, Борис Андреевич;
- Сафин, Тимур Марселевич;
- Трушаков, Александр Витальевич;
- Хованский, Алексей Игоревич;
- Ходос, Сергей Викторович;
- Алборова, Яна Алановна;
- Андрюшина, Татьяна Сергеевна;
- Загидуллина, Аделина Рустемовна;
- Зверева, Яна Александровна;
- Иванова, Анастасия Андреевна;
- Ковалёва, Виктория Александровна;
- Кочнева, Ольга Александровна;
- Обвинцева, Яна Михайловна;
- Ридель, Мария Алексеевна;
- Сивкова, Анна Витальевна;
- Сухова, Татьяна Андреевна;
- Яковлева, Диана Алексеевна;

 Художественная гимнастика
- Бирюкова, Вера Леонидовна;
- Борисова, Диана Константиновна;
- Клещёва, Дарья Александровна;
- Кудрявцева, Яна Алексеевна;
- Максимова, Анастасия Ивановна;
- Мамун, Маргарита;
- Скоморох, Софья Павловна;
- Татарева, Анастасия Алексеевна;
- Толкачёва, Мария Юрьевна;

Подводный спорт (демонстрационный вид)
- Гиниятулин, Роман Русланович;
- Кабанов, Павел Германович;
- Казанцев, Алексей Эдуардович;
- Андриенко, Елизавета Юрьевна;
- Бер, Анна Александровна;
- Илюшина, Вера Романовна;
- Марковцева, Алина Юрьевна;

## Результаты

### Борьба
В соревнованиях по борьбе разыгрывалось 24 комплекта наград. По 8 у мужчин и женщин в вольной борьбе и 8 в греко-римской. Турнир проходил по олимпийской системе с выбыванием. В утешительный раунд попадали участники, проигравшие в своих поединках будущим финалистам соревнований. Каждый поединок состоит из двух раундов по 3 минуты, победителем становится спортсмен, набравший большее количество баллов. По окончании схватки, в зависимости от результатов в каждом из раундов спортсменам начисляются классификационные очки.
Мужчины
Греко-римская борьба
Легенда: 

VT — победа на туше; 

PP — победа по очкам с техническим баллом у проигравшего; 

PO — победа по очкам без технического балла у проигравшего; 

SP — техническое превосходство, победа по очкам с разницей более, чем в 6 баллов с техническим баллом у проигравшего; 

ST — техническое превосходство, победа по очкам с разницей более, чем в 6 баллов без технического балла у проигравшего; 

| Соревнование | Спортсмены       | Первый раунд                   | 1/8 финала                      | Четвертьфинал                   | Полуфинал                       | Финал                           | Место |
| Соревнование | Спортсмены       | Соперник Результат             | Соперник Результат              | Соперник Результат              | Соперник Результат              | Соперник Результат              | Место |
| ------------ | ---------------- | ------------------------------ | ------------------------------- | ------------------------------- | ------------------------------- | ------------------------------- | ----- |
| до 59 кг     | Степан Маранян   | не участвовал                  | Т. Фоннесбек (DEN) В 4:0 (ST)   | Р. Амоян (ARM) В 4:0 (ST)       | Э. Мухтаров (AZE) В 4:1 (SP)    | С. Дауров (BLR) В 3:0 (PO)      | 1     |
| до 66 кг     | Артём Сурков     | Ф. Бьеррехуус (DEN) В 4:0 (ST) | Ф. Арутюнян (SWE) В 4:0 (ST)    | И. Леваи (SVK) В 4:0 (ST)       | Д. Демьянков (UKR) В 3:0 (PO)   | М. Арутюнян (ARM) В 3:0 (PO)    | 1     |
| до 71 кг     | Юрий Денисов     | не участвовал                  | М. Немес (SRB) В 3:1 (PP)       | М. Цулукидзе (GEO) П 1:3 (PP)   | Завершил выступление            | Завершил выступление            | 9     |
| до 75 кг     | Чингиз Лабазанов | М. Сабо (HUN) В 3:0 (PO)       | Э. Никогосян (FRA) В 4:0 (ST)   | Э. Мурсалиев (AZE) П 1:3 (PP)   | Турнир за 3-е место             | Турнир за 3-е место             | 3     |
| до 75 кг     | Чингиз Лабазанов | М. Сабо (HUN) В 3:0 (PO)       | Э. Никогосян (FRA) В 4:0 (ST)   | Э. Мурсалиев (AZE) П 1:3 (PP)   | И. Пушкашу (ROU) В 5:0 (VT)     | З. Датунашвили (GEO) В 3:1 (PP) | 3     |
| до 80 кг     | Евгений Салеев   | не участвовал                  | А. Шишман (UKR) В 3:0 (PO)      | Ю. Матузевичюс (LTU) В 4:0 (ST) | В. Сосуновский (BLR) В 4:1 (SP) | Р. Гусейнов (AZE) В 3:0 (PO)    | 1     |
| до 85 кг     | Давит Чакветадзе | не участвовал                  | А. Хрустанович (AUT) В 3:0 (PO) | Р. Ацицзир (GER) В 4:0 (ST)     | Н. Жугай (CRO) В 3:1 (PP)       | Ж. Беленюк (UKR) В 3:1 (PP)     | 1     |
| до 98 кг     | Ислам Магомедов  | О. Хасслер (GER) В 3:0 (PO)    | А. Арусаар (EST) В 3:0 (PO)     | О. Нуриев (AZE) В 3:1 (PP)      | Д. Ильдем (TUR) В 3:1 (PP)      | Д. Тимченко (UKR) В 3:0 (PO)    | 1     |
| до 130 кг    | Сергей Семёнов   | не проводится                  | М. Методиев (BUL) В 3:0 (PO)    | Р. Каяалп (TUR) П 0:3 (PO)      | Турнир за 3-е место             | Турнир за 3-е место             | 7     |
| до 130 кг    | Сергей Семёнов   | не проводится                  | М. Методиев (BUL) В 3:0 (PO)    | Р. Каяалп (TUR) П 0:3 (PO)      | Б. Лам (HUN) П 0:3 (PO)         | Завершил выступление            | 7     |

### Велоспорт

#### Маунтинбайк
Женщины
| Соревнование | Спортсмены        | Результат | Место | Отставание |
| ------------ | ----------------- | --------- | ----- | ---------- |
| Кросс-кантри | Екатерина Аношина | 1:42:33   | 16    | +11:28     |

### Гребля на байдарках и каноэ
Соревнования по гребле на байдарках и каноэ проходили в городе Мингечевир на базе олимпийского учебно-спортивного центра «Кюр». Разыгрывалось 15 комплектов наград. В каждой дисциплине соревнования проходили в три этапа: предварительный раунд, полуфинал и финал.
Мужчины
| Соревнование     | Спортсмены       | Предварительный раунд | Предварительный раунд | Предварительный раунд | Полуфинал | Полуфинал | Полуфинал | Финал    | Финал   | Итоговое место |
| Соревнование     | Спортсмены       | Заплыв                | Время                 | Место                 | Заплыв    | Время     | Место     | Время    | Место   | Итоговое место |
| ---------------- | ---------------- | --------------------- | --------------------- | --------------------- | --------- | --------- | --------- | -------- | ------- | -------------- |
| K-1, 1000 метров | Василий Погребан | 4                     | 3:39,410              | 3 (Q)                 | 1         | 3:29,596  | 6 (QB)    | Финал B  | Финал B | 18             |
| K-1, 1000 метров | Василий Погребан | 4                     | 3:39,410              | 3 (Q)                 | 1         | 3:29,596  | 6 (QB)    | 3:42,691 | 9       | 18             |

Женщины
| Соревнование    | Спортсмены                                                         | Предварительный раунд | Предварительный раунд | Предварительный раунд | Полуфинал | Полуфинал | Полуфинал | Финал    | Финал | Итоговое место |
| Соревнование    | Спортсмены                                                         | Заплыв                | Время                 | Место                 | Заплыв    | Время     | Место     | Время    | Место | Итоговое место |
| --------------- | ------------------------------------------------------------------ | --------------------- | --------------------- | --------------------- | --------- | --------- | --------- | -------- | ----- | -------------- |
| K-4, 500 метров | Юлиана Салахова Елена Анюшина Кира Степанова Светлана Черниговская | 2                     | 1:36,757              | 5 (Q)                 | 1         | 1:30,969  | 2 (Q)     | 1:35,627 | 7     | 7              |

### Карате
Соревнования по карате проходили в Бакинском кристальном зале. В каждой весовой категории принимали участие по 8 спортсменов, разделённых на 2 группы. Из каждой группы в полуфинал выходили по 2 спортсмена, которые по системе плей-офф разыгрывали медали Европейских игр.
Мужчины
| Соревнование | Спортсмены       | Групповой этап        | Групповой этап       | Групповой этап          | Групповой этап | 1/2 финала           | Финал                | Итоговое место       |
| Соревнование | Спортсмены       | 1 поединок            | 2 поединок           | 3 поединок              | Место          | 1/2 финала           | Финал                | Итоговое место       |
| ------------ | ---------------- | --------------------- | -------------------- | ----------------------- | -------------- | -------------------- | -------------------- | -------------------- |
| До 60 кг     | Евгений Плахутин | Группа B              | Группа B             | Группа B                | Группа B       | Завершил выступление | Завершил выступление | Завершил выступление |
| До 60 кг     | Евгений Плахутин | Э. Павлов (MKD) Н 0:0 | М. Антич (SRB) П 0:2 | С. Агуджиль (FRA) Н 0:0 | 3              | Завершил выступление | Завершил выступление | Завершил выступление |

Женщины
| Соревнование | Спортсмены     | Групповой этап          | Групповой этап           | Групповой этап        | Групповой этап | 1/2 финала                | Финал                    | Итоговое место |
| Соревнование | Спортсмены     | 1 поединок              | 2 поединок               | 3 поединок            | Место          | 1/2 финала                | Финал                    | Итоговое место |
| ------------ | -------------- | ----------------------- | ------------------------ | --------------------- | -------------- | ------------------------- | ------------------------ | -------------- |
| Свыше 68 кг  | Иванна Зайцева | Группа B                | Группа B                 | Группа B              | Группа B       | М. Мартинович (CRO) П 2:5 | За 3-е место             | 3              |
| Свыше 68 кг  | Иванна Зайцева | Х. Куусисто (FIN) Н 0:0 | М. Ходжаоглу (TUR) Н 0:0 | Б. Ганева (BUL) В 2:1 | 2 (Q)          | М. Мартинович (CRO) П 2:5 | Х. Антунович (SWE) В 2:1 | 3              |

### Триатлон
Соревнования по триатлону состояли из 3 этапов — плавание (1,5 км), велоспорт (40 км), бег (9,945 км).
Мужчины
| Соревнование | Спортсмены          | Плавание | Смена | Велоспорт | Смена | Бег   | Итоговое время | Место | Отставание |
| ------------ | ------------------- | -------- | ----- | --------- | ----- | ----- | -------------- | ----- | ---------- |
| Мужчины      | Александр Брюханков | 19:24    | 0:45  | 57:46     | 0:27  | 31:20 | 1:49:42        | 7     | +1:11      |
| Мужчины      | Игорь Полянский     | 18:46    | 0:47  | 58:21     | 0:28  | 37:13 | 1:55:35        | 38    | +7:04      |
| Мужчины      | Дмитрий Полянский   | 18:43    | 0:48  | 58:25     | 0:25  | DNF   | —              | —     | —          |

Женщины
| Соревнование | Спортсмены            | Плавание | Смена | Велоспорт | Смена | Бег   | Итоговое время | Место | Отставание |
| ------------ | --------------------- | -------- | ----- | --------- | ----- | ----- | -------------- | ----- | ---------- |
| Женщины      | Александра Разарёнова | 22:05    | 0:51  | 1:05:02   | 0:25  | 35:37 | 2:04:00        | 7     | +3:32      |
| Женщины      | Елена Данилова        | 21:54    | 0:51  | 1:05:10   | 0:31  | 36:54 | 2:05:20        | 14    | +4:52      |
| Женщины      | Анастасия Абросимова  | 20:16    | 0:53  | 1:06:50   | 0:28  | 37:20 | 2:05:47        | 16    | +5:19      |

### Тхэквондо
Соревнования по тхэквондо проходят по системе с выбыванием. Для победы в турнире спортсмену необходимо одержать 4 победы. Тхэквондисты, проигравшие по ходу соревнований будущим финалистам, принимают участие в утешительном турнире за две бронзовые медали.
Мужчины
| Категория | Спортсмены        | Первый раунд              | Четвертьфинал           | Полуфинал               | Финал                     | Место |
| Категория | Спортсмены        | Соперник Результат        | Соперник Результат      | Соперник Результат      | Соперник Результат        | Место |
| --------- | ----------------- | ------------------------- | ----------------------- | ----------------------- | ------------------------- | ----- |
| до 68 кг  | Алексей Денисенко | М. Чеккарони (SMR) В 19:1 | М. Стэмпер (GBR) В 18:6 | А. Тагизаде (AZE) П 5:7 | За 3-е место              | 3     |
| до 68 кг  | Алексей Денисенко | М. Чеккарони (SMR) В 19:1 | М. Стэмпер (GBR) В 18:6 | А. Тагизаде (AZE) П 5:7 | С. Тазегюль (TUR) В 19:16 | 3     |

## Поощрение чемпионов и призёров
6 июля 2015 года Председатель правительства России Дмитрий Медведев подписал Распоряжение правительства о выплате денежных вознаграждений победителям и призёрам первых Европейских игр, тренерам и специалистам.
Согласно Распоряжению они получают: 112 000 рублей за золотую медаль; 56 000 рублей за серебряную и 33 600 рублей за бронзовую медаль. Тренеры спортсменов и сборных команд получат соответственно: 48 000, 24 000 и 14 400 рублей.

## Дом Болельщиков
11 июня 2015 года в здании Россотрудничества в Баку на проспекте Ходжалы был торжественно открыт Дом Болельщиков России и Азербайджана. Первый этаж полностью предназначен для болельщиков. В доме также расположена экспозиция, подготовленная Государственным музеем спорта и российскими спортивными федерациями и пресс-зона.
В Доме Болельщиков проходили чествования спортсменов-победителей и встречи с прославленными спортсменами СССР, России и Азербайджана. Вход для всех желающих был свободным.